# 東京汽船
東京汽船株式会社（とうきょうきせん）は、神奈川県横浜市に本社を置く曳船業務を行う海運会社。また、久里浜港と金谷港を結ぶ旅客フェリー会社である東京湾フェリーの親会社でもある。

## 事業内容
横浜港、川崎港、千葉港、横須賀港、東京港の各港においての曳船（タグボート）業務と浦賀水道における巨大船舶と危険物積載船の進路警戒や航行補助、側方警戒を行っている。

## 沿革
1947年5月、東京都杉並区にて会社創立。1949年に横浜港で曳船業務を開始。1962年9月、東京証券取引所第二部に株式上場。1962年12月には旅客船業務を東京湾フェリーに譲渡するとともに、同社に資本参加した。1975年11月、本社を横浜の産業貿易センタービルに移転した。

## 支店
- 千葉支店 - 〒260-0024 千葉県千葉市中央区中央港2丁目5番3号
- 横須賀支店 - 〒238-0004 神奈川県横須賀市小川町27番17